# به من فکر نکن
به من فکر نکن ترانه‌ای است از خواننده و ترانه‌سرای انگلیسی دایدو.
این ترانه دومین تک‌آهنگ منتشر شده از نخستین فعالیت او در آلبوم استودیویی فرشته نیستم، می‌باشد که منحصراً" در آمریکا منتشر شد.